# Verkehrsrechtliche Anordnung
Die verkehrsrechtliche Anordnung (kurz VAO oder VRAO) oder verkehrsbehördliche Anordnung (VBAO) ist in Deutschland die Anordnung einer Straßenverkehrsbehörde (StVB), mit der die Straßenbenutzung aus Gründen der Sicherheit und Ordnung des Straßenverkehrs beschränkt, umgeleitet oder verboten wird (§ 45 Abs. 1 StVO, bis StVO von 1970 noch § 4) oder die Art der Anbringung und Ausgestaltung von Verkehrszeichen oder -einrichtungen festgelegt wird (Abs. 3). Das gleiche Recht hat die Straßenbaubehörde (StBB), stets unter Vorbehalt anderslautender Maßnahmen der StVB, zur Durchführung von Straßenbauarbeiten und zur Verhütung außerordentlicher Straßenschäden (Abs. 2), weiterhin, zur Anbringung von Gefahrzeichen dort, wo die Sicherheit des Verkehrs durch den Straßenzustand gefährdet wird (Abs. 3 Satz 3).
Die beiden Behörden dürfen den Verkehr nur durch Zeichen (das sind Verkehrszeichen sowie Verkehrseinrichtungen) regeln und lenken und ordentlich nur durch Aufstellung bekanntgeben (Abs. 4). Zur Erhaltung der allgemeinen Sicherheit darf dort, wo nach den Umständen die Zeichenaufstellung nicht möglich ist, die Anordnung auch öffentlichkeitswirksam bekanntgegeben werden. In aller Regel ist das nur bei akuten und örtlich beschränkten Situationen möglich, wie bei Eigentums- oder Katastrophenschutz.
Zur Ordnung des Verkehrs gehört auch, für die Leichtigkeit und Flüssigkeit des Verkehrs zu sorgen.

## Praxis
Ohne VRAOen würden nur die Grundregeln der StVO gelten. So gälte beispielsweise überall der Grundsatz Rechts vor Links als auch die Regelhöchstgeschwindigkeit. VRAOen finden sich in der Praxis auf sämtlichen öffentlichen Straßen und schaffen maßgebende Verhaltensweisen für den Straßenverkehr. Zweck einer VRAO ist es, die Grundregeln der StVO sinnvoll zu ergänzen. So soll eine VRAO beispielsweise die Vorfahrt von verkehrsstarken vor verkehrsschwachen Straßen regeln, um die Sicherheit zum einen und die Leichtigkeit des Verkehrs zum anderen im Vergleich zu den Auswirkungen der Grundregel (Rechts vor Links) in einem konkreten Fall zu verbessern. Es gilt dabei der Grundsatz, so wenig Zeichen wie möglich anzuordnen, aber gerade noch so viele, um eine Gefahr abzuwehren.

## Rechtsgrundlage

### Ermächtigung
Zu differenzieren sind zunächst § 39 und § 45 StVO, auch wenn § 39 Abs. 1 den gleichen Wortlaut enthält wie § 45 Abs. 9 Satz 1, richtet sich der gesamte § 39 an die Verkehrsteilnehmer (VT) und dient nicht als Ermächtigungsgrundlage, sondern zeigt ihre Rechte und Sorgfaltspflichten in Zusammenhang mit Zeichen auf. So heißt es in der Bundesrat-Begründung:
Der neue Absatz 1 von § 39 [...] verdeutlicht den Verkehrsteilnehmern die vorrangige Bedeutung der allgemeinen und besonderen Verhaltensvorschriften und daraus folgend die Subsidiarität der Verkehrszeichenanrdnonung. Zugleich verweist er auf die Verpflichtung zum eigenverantwortlichen Verhalten im Straßenverkehr.

BR-Drs. 374/97, dritter Absatz der Begründung, Bl. 5 der Anlage
Aus § 39 Abs. 1 kann damit das Recht des VTs abgeleitet werden, dass VRAOen nur dort getroffen werden, wo dies aufgrund der besonderen Umstände zwingend geboten ist (eine sogenannte einfache Gefahrenlage vorliegt), während der § 45 Abs. 9 Satz 1 die StVB zu eben dieser Anordnungspolitik verpflichtet.
Bereits 1997 wurden in einem ersten Schritt zwei allgemeine Regelungen in die StVO eingestellt, die ausdrücklich den Grundsatz „nur so viele Verkehrszeichen wie nötig – so wenige Verkehrszeichen wie möglich“ enthalten. Die eine Regelung wendet sich an die Verkehrsteilnehmer, indem sie an die eigenverantwortliche Beachtung der allgemeinen Verkehrsregeln der StVO erinnert werden und ihnen gesagt wird, dass sie mit Verkehrszeichen nur dort rechnen können, wo dies aufgrund der besonderen Umstände zwingend geboten ist. Die andere Regelung wendet sich an die Straßenverkehrsbehörden, indem diesen im Rahmen ihrer Ermessensabwägung vorgegeben wird, Verkehrszeichen nur dort anzuordnen, wo dies aufgrund der besonderen Umstände zwingend geboten ist.

BR-Drs. 153/09, dritter Absatz des Buchstaben A, Bl. 1
Maßgeblich, und damit beschäftigt sich dieser Artikel, ist der § 45 StVO.
Eine VRAO zur Aufstellung eines Verkehrszeichens durch die StVB kann nur aufgrund des § 45 Absätze 1 bis 1i StVO ergehen, wobei es sich beim Abs. 1 Satz 1 um die Generalklausel handelt. Weiterhin, und vom ersten Fall zu unterscheiden, kann eine VRAO auch die Art der Anbringung und Ausgestaltung regeln (§ 45 Abs. 3 Satz 2 StVO). Die Anbringungs- und Ausgestaltungsanordnung erfordert daher eine bestehende Aufstellungsanordnung und ergeht zumeist zeitgleich mit dieser.

### Ermessen
Die Anordnung steht grundlegend im pflichtgemäßen Ermessen der StVB. Die StVB ist an die Verwaltungsvorschrift zur Straßenverkehrs-Ordnung (VwV-StVO) gebunden, die zu nahezu jeder Regelung in der StVO konkrete Durchführungsvorschriften gibt. Weiterhin sind die Maßregeln der StVO, bei der VRAO insbesondere die restriktive Vorschrift aus § 45 Abs. 9 zu achten.
Die im Rahmen des Verfahrens anzuhörende Polizei sollte für eine Behörde maßgeblich für die Ermessensausübung sein. Die Polizei kann aufgrund ihrer Praxisnähe am ehesten das Bestehen einer Gefahrenlage einschätzen. Aufgabe der Polizei im Anhörungsverfahren ist es, die Erforderlichkeit einer Maßnahme im Allgemeinen und auch die Geeignet- und Angemessenheit der konkret geplanten Maßnahme einzuschätzen.
Bei ihrem Ermessen hat die StVB zu würdigen, dass zur Ordnung des Verkehrs auch die Flüssigkeit und Leichtigkeit dessen gehört. Sie muss nicht nur abwägen, welchen Einfluss eine VRAO auf die Sicherheit des Verkehrs hat, sondern auch, welchen Einfluss sie auf die Ordnung des Verkehrs hat.

### Technische Regelwerke
Es bestehen zahlreiche technische Regelwerke (TRe), für die intendiertes Ermessen besteht. Der Verwaltungsvorschriftsgeber beschränkt die StVB und die StBB auf alle geltenden TRe, welche im Verkehrsblatt bekanntgegeben wurden. Siehe hierzu Rn. 6 VwV-StVO zu den §§ 39 – 42:
Soweit die StVO und diese Allgemeine Verwaltungsvorschrift für die Ausgestaltung und Beschaffenheit, für den Ort und die Art der Anbringung von Verkehrszeichen und Verkehrseinrichtungen nur Rahmenvorschriften geben, soll im einzelnen nach dem jeweiligen Stand der Wissenschaft und Technik verfahren werden, den das Bundesministerium für Verkehr und digitale Infrastruktur nach Anhörung der zuständigen obersten Landesbehörden im Verkehrsblatt erforderlichenfalls bekannt gibt.
Die TRe bilden dabei den aktuellen Stand von Wissenschaft und Technik wider. Die Soll-Vorschrift ermöglicht es der StVB aber auch, in atypischen Fällen vom Regelfall abzuweichen.
Atypischer Beispielsfall: Ein Bauwerk, das als einziges im näheren Verlauf eines geplanten Radweges in die lichte Breite der Straße hineinragt, würde den Plan scheitern lassen, weil der Radweg an dieser Stelle nicht mehr die Mindestmaße erfüllt. In diesem Fall darf die StVB von den technischen Regelwerken abweichen, jedenfalls insoweit das Mindestmaß nur geringfügig unterschritten würde.
StVB/StBB dürfen von den Maßregeln der TRe daher nicht aus freiem Willen abweichen, sondern nur, soweit sie dazu gezwungen sind, und auch nur, insoweit es der Planregelung nicht widerstrebt.

## Verfahren
Bei einer VRAO hat die StVB zu achten:

### Präferenz- und Privilegienfeindlichkeit
Das Straßen(verkehrs)recht kennt keine Benachteiligung oder Bevorzugung von VTn. Die StVB darf entsprechend weder einen VT benachteiligen, wie auch bevorzugen. Ein Negativbeispiel einer ungerechtfertigten Privilegierung:
So wäre z. B. durch die flächendeckende Überspannung einer gesamten Innenstadt mit Anwohnerparkzonen die Parkmöglichkeiten weitgehend dann privilegierten Anwohnern vorbehalten, während allen übrigen Verkehrsteilnehmern das Parken extrem erschwert oder sogar unmöglich gemacht würde. Die Privilegienfeindlichkeit des Straßenverkehrsrechts schließt dies daher aus.
Geht es hingegen einschlägig um die Gefahrenabwehr (Sicherheit und Ordnung des Verkehrs), so kann die StVB bevorzugen oder benachteiligen.
- Positivbeispiel einer Präferenz: Eine Brücke wurde durch den starken Schwerlastverkehr über die Jahre so sehr in Mitleidenschaft gezogen, dass sie neugebaut werden muss. Um weitere Schäden, die zu einer absoluten Sperrung führen würden, abzuwehren, wird Fahrzeugen schwerer als 7 t das Befahren der Straße verboten. Das Verkehrsverbot war die mildeste Möglichkeit, die Einhaltung der Verhaltensregeln der StVO sicherzustellen.

Die Untersagung basiert in diesem Beispiel auf sachlichen Gründen und bevorzugt nicht etwa Fahrzeuge bis 7 t; diese „Bevorzugung“ ist lediglich die unausweichliche Konsequenz. Dass die Erforderlichkeit bereits bei 7 t bestand, muss die StVB allerdings ermitteln und dokumentieren.

### Vorrang des fließenden Verkehrs
In § 7 Abs. 1 S. 2 Bundesfernstraßengesetz (FStrG) wird dem fließenden Verkehr regelweise Vorrang vor dem ruhenden Verkehr gegeben. Diesen Wortlaut findet man auch in den Straßengesetzen der Länder, so z. B. § 14 Abs. 2 StrWG NRW. Das FStrG gilt für Bundesstraßen und Bundesautobahnen.

### Gefahrenlageerfordernis
Auf der Verkehrsministerkonferenz vom 21. und 22. März 1996 wurde eine Änderung der StVO beschlossen, die eine dringend geboten gesehene, effektive Reduzierung der Verkehrszeichenbeschilderung (Schilderwald) vor allem aus Gründen der Verkehrssicherheit zum Ziel hatte. Die Änderung wurde dann durch die 24. StVRÄndV in die StVO-Novelle 1997 eingebracht, welche am 1. September 1997 in Kraft trat.
In der Bundesrepublik Deutschland war in der zurückliegenden Zeit ein zunehmender Trend zur Regelung aller Verkehrssituationen durch Verkehrszeichen festzustellen. [...] Diese übermäßige Beschilderung im Straßenverkehr führt [...] zu Akzeptanzproblemen bei der Beachtung von Verkehrsvorschriften. Zugleich hat dies zu einer unerwünschten Abwertung der grundlegenden gesetzlichen Verhaltensvorschriften im Straßenverkehr im Bewußtsein der Verkehrsteilnehmer und damit zu einer Minderung der Bereitschaft zu einer eigenverantwortlichen Beurteilung der Verkehrssituation und der sich daraus ergebenden Verhaltensweise geführt.

BR-Drs. 374/97, Begründung zum Beschluss vom 4. Juli 1997, S. 5 [entspricht Bl. 20 der PDF],
[...] [Es] verpflichtet der neue Absatz 9 von § 45 StVO die zuständigen Behörden, bei der Anordnung [...] restriktiv zu verfahren und stets nach pflichtgemäßem Ermessen zu prüfen, ob die vorgesehene Regelung durch Verkehrszeichen und/oder Verkehrseinrichtungen deshalb zwingend erforderlich ist, weil die allgemeinen und besonderen Verhaltensregeln der Verordnung für einen sicheren und geordneten Verkehrsablauf nicht ausreichen.

S. 8 [entspricht Bl. 23 der PDF]
§ 45 Abs. 9 Satz 1 StVO schreibt der StVB vor, dass Zeichen nur dort anzuordnen sind, wo das aufgrund besonderer Umstände zwingend erforderlich ist. Aus der Bundesratbegründung geht hervor, dass das Gefahrenlageerfordernis den Verkehr vor leichtfertigen – also nicht unbedingt nötigen – Beschränkungen seitens einer „übermütigen“ StVB schützen soll.
Die Vorschrift des § 45 Abs. 9 Satz 1 StVO und die gleichlautende Vorschrift des § 39 Abs. 1 StVO zielen darauf ab, die allgemeinen Verhaltensvorschriften im Straßenverkehr im Bewusstsein der Verkehrsteilnehmer aufzuwerten und die „Subsidiarität der Verkehrszeichenanordnung“ zu verdeutlichen (vgl. die Begründung des Bundesrates VkBl. 1997, 687, 689 Nr. 9 und 690 Nr. 22). „Zwingend geboten“ ist ein Verkehrszeichen unter Berücksichtigung dieses Regelungszwecks und des Wortlauts der Vorschriften daher nur dann, wenn das Verkehrszeichen die zur Gefahrenabwehr unbedingt erforderliche und allein in Betracht kommende Maßnahme ist. Das ist nicht der Fall, wenn die allgemeinen und besonderen Verhaltensregeln der Straßenverkehrsordnung - wie z. B. die Regelung über das Halten und Parken in § 12 StVO - mit hinreichender Wahrscheinlichkeit einen sicheren und geordneten Verkehrsablauf gewährleisten.

Bayerischer Verwaltungsgerichtshof, Urteil vom 28. September 2011 ‒ 11 B 11.910 ‒ Rn. 31
Satz 2 besagt in der StVO-Fassung vom 1. April 2013, dass Gefahrzeichen nur dort angeordnet werden dürfen, wo auch ein aufmerksamer VT die Gefahr wenigstens nicht rechtzeitig erkennen kann und auch nicht mit ihr rechnen muss. Vor der 2013er-Fassung entsprach der heutige Satz 3 sinngemäß noch dem damaligen Satz 2.
Satz 3 erweitert verschärfend die Regelungen der einfachen Gefahrenlage. Tatbestandlich ist für das Beschränken oder Verbieten des fließenden Verkehrs eine Gefahrenlage erforderlich, die das vom Straßenverkehr ausgehende Risiko einer Beeinträchtigung von in Absätzen 1 bis 8 mitunter genannten Rechtsgütern erheblich übersteigt. Die Rechtsprechung geht davon aus, dass diese sogenannte qualifizierte Gefahrenlage um zwei Drittel gefährlicher sein muss, als die einfache. Die Gefährlichkeit lässt sich in vielerlei Situationen nur schwerlich anhand von mathematischen Größen belegen. Meist geht eine qualifizierte Gefahrenlage aus einer Gemengelage hervor.

#### Definition
Das Tatbestandsmerkmal einer Beschränkung des Verkehrs im Sinne der qualifizierten Gefahrenlage liegt nach höchstrichterlicher Rechtsprechung jedenfalls (bereits) dann vor, wenn sich aus den Erläuterungen zum Zeichen – welche sich in den Anlagen 1 bis 4 der StVO finden – Ge- oder Verbote für den fließenden Verkehr ergeben. Zum fließenden Verkehr gehören dabei alle fahrenden oder wartenden Fahrzeuge bzw. Fahrzeugführer. Nicht dazu gehören haltende oder parkende Fahrzeuge, Fußgänger, fahrzeugmitführende Fußgänger (§ 25 Abs. 2) und dem Fußverkehr gleichgestellte Fortbewegungsmittel (solche des § 24 StVO).

#### Subsidiaritätsgrundsatz
Aufgrund der Gefahrenlagenorm ergibt sich der Umstand, dass Zeichen lediglich Ausnahmen darstellen sollen, die nur getroffen werden dürfen, wenn die allgemeinen und besonderen Verhaltensregeln (§§ 1 – 35) mit hinreichender Wahrscheinlichkeit von einer Vielzahl der VT nicht mehr eingehalten werden. Der Verordnungsgeber sieht also vor, dass überall dort, wo es irgendwie möglich ist, die allgemeinen und besonderen Regeln gelten sollen (bspw. hinsichtlich der Geschwindigkeit, des Vorrangs, des Parkens und Haltens, des Überholens, et cetera).

#### Umfassung der qualifizierten Gefahrenlage
Von der Norm der qualifizierten Gefahrenlage sind im Gegensatz zur einfachen nicht nur Zeichen, sondern jegliche verkehrsbeschränkende oder -verbietende Anordnungen umfasst. So können auch Anordnungen über die Art der Anbringung oder der Ausgestaltung (§ 45 Abs. 3 StVO) dafür sorgen, dass eine Beschränkung oder ein Verbot des fließenden Verkehrs vorliegt, weswegen auch für Anordnungen nach Abs. 3 eine qualifizierte Gefahrenlage vorliegen muss, selbst wenn sie mit einer Zeichenanordnung einhergehen (oder diese betreffen), für die eine Ausnahme aus Abs. 9 Satz 4 gilt, soweit sich die Anordnung nach Abs. 3 im Ergebnis verkehrsbeschränkend oder -verbietend auswirken (wovon dann auszugehen ist, wenn Vorgaben aus den TRen oder der VwV-StVO nicht beachtet werden). Dies hat den Hintergrund, dass der Verordnungsgeber in Satz 4 nur die Zeichenanordnung selbst ausnimmt, nicht aber die Anbringungs- und Ausgestaltungsanordnung nach Abs. 3.
Da die StVB nur insoweit eingreifen darf, bis die allgemeinen und besonderen Verhaltensregeln der StVO mit hinreichender Wahrscheinlichkeit wieder sichergestellt sind, muss sie sich selbst dort, wo eine qualifizierte Gefahrenlage besteht, oder in den Fällen, in denen es nur der einfachen Gefahrenlage bedarf, auf das Maß der Ausgestaltungs- und Anbringungsart beschränken, wie von Recht und Gesetz vorgesehen wird.
Maßgebend, ob eine jeweilige Anbringungs- oder Ausgestaltungsanordnung eine Verkehrsbeschränkung darstellt, sind die Regelungen über die jeweilige Anbringung und Ausgestaltung, so, wie sie aus den geltenden TRen, die ordnungsgemäß im Verkehrsblatt bekanntgegeben wurden, einhergehen.

#### Ermessen und Darlegungslast
Aufgrund dieser restriktiven tatbestandlichen Voraussetzungen sind an die Ermessensausübung wiederum keine allzu hohen Anforderungen mehr zu stellen, allerdings gibt es auch anderslautende Rechtsprechung, wie hier:
Beruft sich die Behörde bei der Ausübung ihres straßenverkehrsrechtlichen Ermessens auf die Verkehrsbelastung und sich daraus vermeintlich ergebende Nutzungskonflikte, muss sie diese Annahme etwa mit dem Ergebnis von Verkehrszählungen, Verkehrsprognosen oder sonstigen belastbaren Erkenntnissen unterlegen. Anderenfalls fehlt es an einer plausiblen Grundlage für die Abwägung mit den widerstreitenden Nutzungsinteressen anderer Verkehrsteilnehmer.

Oberverwaltungsgericht für das Land Nordrhein-Westfalen, Beschluss vom 29. September 2021 – 8 B 188/21 –, Rn. 32
Die StVB/StBB trägt die materielle Darlegungslast. Sie muss eine Gefahrenlage allerdings nicht nachweisen, jedoch auf unvoreingenommene und konkrete Dokumentation und Ermittlung stützen.

#### Unmittelbar- und Gegenwärtigkeit der Gefahrenlage
Die Gefahrenlagenorm ist strikt unmittelbar. Ein Zeichen muss auf die minimale Gegenwärtigkeit der Gefahrenlage beschränkt sein (und darf entsprechend nur für die kleinstmögliche Zeitspanne und den kleinstmöglichen örtlichen Bereich gelten).
Besteht die Gefahrenlage, aufgrund derer ein Zeichen angeordnet wurde, irgendwann nicht mehr, so muss das Verkehrsschild wieder entfernt oder durch ein angepasstes ersetzt werden.
Der Begriff der „Unmittelbarkeit“ ist hier eng auszulegen.
Beispiel: Besteht die Gefahrenlage tatsächlich nur bei regennasser Fahrbahn, ist ein bestehendes Überholverbot, das aufgrund der erhöhten Gefahr bei Regen angeordnet wurde, mit dem Zusatzzeichen „bei Nässe“ anzuordnen.
Beispiel 2: Besteht eine Gefahrenlage nur bei Dämmerung, ist ein entsprechendes Zeichen auf die üblichen Nachtzeiten zu beschränken. Es kann, je nach Verkehrsbedeutung der Straße, zugemutet werden, dass das beispielsweise im Sommer entfernt und im Winter wieder aufgestellt wird.

#### Vorliegen einer Gefahrenlage
Die TRe sind bei der Frage, ob eine Gefahrenlage vorliegt, maßgeblich.
Nicht alle Eventualitäten einzelner örtlicher Verhältnisse sind in den technischen Regelwerken hinreichend geregelt. In diesen Fällen kann durch eine Erprobung (§ 45 Abs. 1 Satz 2 Nr. 6 Alt. 2 StVO) getestet werden, welche Maßnahme im Ergebnis das mildeste Mittel ist, das die Einhaltung der allgemeinen und besonderen Verhaltensregeln der StVO durch die VT mit hinreichender Wahrscheinlichkeit wiederherstellt.
Bei der Frage, welche Maßnahmen zu testen sind, steht der StVB eine Einschätzungsprärogative zu. Sofern sich das Bestehen oder Nichtbestehen einer Gefahrenlage nicht aus den TRen ableiten lässt, so kann sich bei der Frage, ob eine Gefahrenlage vorliegt, und welche Gegenmaßnahme hierzu verhältnismäßig ist, die Hinzuziehung eines (ortsfremden) Gutachters (bspw. eines Verkehrsingenieurs) empfehlen.

### Ausnahmen vom Gefahrenlageerfordernis

#### Satz 4

##### Zeichen 340, 244.1, 244.3 und 237 i.V.m. 295
Der Schutzstreifen für den Radverkehr (340) ist dabei vom Radfahrstreifen (237 i. V. m. 295) zu unterscheiden. Schutzstreifen (340) dürfen auch vom Kraftfahrzeugverkehr befahren werden und müssen für diesen zugänglich sein, ansonsten handelt es sich um einen Radfahrstreifen. Für Radfahrstreifen gilt die Befreiung nur innerorts.
Durch eine Straffung und Vereinfachung der Radverkehrsvorschriften wird ferner den Planungs- und Straßenverkehrsbehörden ein größerer Handlungsspielraum bei der Anlage der Radverkehrsanlagen und der Anordnung der Benutzungspflicht durch Verkehrszeichen eingeräumt, benutzungspflichtige Radverkehrsanlagen werden auf das Maß zurückgeführt, in dem deren Anordnung aus Verkehrssicherheitsgründen tatsächlich geboten ist [...].

BR-Drs. 153/09, S. 3
Beispiel: Ein Radfahrstreifen mit den des im Verkehrsblatt abgedruckten TRs „Empfehlungen für Radverkehrsanlagen“ der Forschungsgesellschaft für Straßen- und Verkehrswesen (FGSV) hervorgebrachten Gestaltungsvorgaben kann innerorts wegen einer einfachen Gefahrenlage angeordnet werden, wenn die Voraussetzungen für die Radwegebenutzungspflicht aus Ziff. II VwV-StVO zu § 2 vorliegen, sowie die Maßgaben aus der Richtlinie über die Anlage von Stadtstraßen (RASt 06). Wird davon abgewichen, so ist wiederum doch eine qualifizierte Gefahrenlage notwendig, soweit die Abweichung den Verkehr nicht ausschließlich weniger stark beschränkt oder verbietet, als dies ohne Abweichung der Fall gewesen wäre.

##### Zeichen 237, 240, 241
Bei den Sonderwegen Radweg (237), gemeinsamer Geh- und Radweg (240) sowie kombinierter Geh- und Radweg (241) ist z. B. zu beachten, dass die RASt 06 für die Beschränkung des Radverkehrs auf Radwegen (ggf. als kombinierter oder gemeinsamer) eine Kraftfahrzeugsverkehrsstärke von über 1.000 pro Stunde vorsieht. Es ist dabei auf den Spitzenwert des Tages abzustellen.

##### Geschwindigkeitszonen
Tempo 30-Zonen nach § 45 Abs. 1c dürfen nur unter erleichterten Voraussetzungen angeordnet werden, wenn das Einvernehmen mit der Gemeinde besteht. Das Einvernehmen besteht, wenn das zuständige meinungsbildende Organ der Anordnung zugestimmt oder den Willen anderweitig geäußert hat (bspw. indem es einen entsprechenden Prüfungsauftrag beschlossen hat). Die genauen Bezeichnungen dieser kommunalrechtlichen Exekutivorgane hängen vom jeweiligen Bundesland ab.
Zonen nach Abs. 1d dürfen nur in zentralen städtischen Bereichen mit überwiegender Aufenthaltsfunktion eingerichtet werden. Ein Zonentempo langsamer als 30 km/h bedarf dort der gesonderten Begründung.

##### Schutzwürdige Einrichtungen
Im unmittelbaren Bereich von Kitas, Kindergärten, Förder- sowie allgemeinbildenden Schulen, Krankenhäusern sowie Alten- und Pflegeheimen darf das Zeichen 274-30 auf einer klassifizierten Straße oder Vorfahrtsstraße angeordnet werden, sofern diese Einrichtungen über einen direkten Zugang zu dieser Straße verfügen. Direkt ist der Zugang zumindest dann nicht, wenn das Gelände der Einrichtung abseits der Hauptverkehrsstraße gelegen ist. Die VwV-StVO sieht Tempo 30 auf klassifizierten Straßen und Vorfahrtsstraßen als Regelfall an, die Begründung aus der Bundesrat-Drucksache spricht aber weiterhin von keinem Automatismus, sondern von einer Abwägung des Einzelfalls. Abseits der klassifizierten oder Vorfahrtsstraßen gilt das Erfordernis der qualifizierten Gefahrenlage. Letzteres kann eine Kommune aber mitunter umgehen, da sie stattdessen eine Tempo 30-Zone im Einklang mit der Ausnahmevorschrift anordnen kann.
Die Anordnung ist auf höchstens 300 m Länge zu begrenzen, wobei der Bundesrat vorsieht, dass die Beschränkung für alle VT einsichtig bleibt. Liegt zwischen zwei Tempo 30-Anordnungen eine Strecke von nicht mehr als 300 Metern, können im Sinne der Flüssigkeit des Verkehrs die beiden Anordnungen verbunden werden (so Rn. 14 der VwV-StVO zu Zeichen 274; dies steht aber im Gegensatz zur BR-Begründung). Die Höchstlänge darf nur in begründeten Ausnahmefällen ausgenutzt werden und ist nicht etwa Regelfall (dies folgt aus der grundsätzlichen Einzelfallabwägung und der Unmittelbarkeit der Gefahrenlagenorm).
Maßgeblich für die Wahl der Länge ist vor dem Hintergrund minimierter Regulierungskompetenz, in welchem Bereich ein erhöhter Querungsbedarf durch den Quell- und Zielverkehr der Einrichtung besteht. Die Anordnung erfordert eine Gesamtabwägung, in der Reisezeitverlängerung, der ÖPNV, die Einrichtungsgröße und bestehende Sicherheitseinrichtungen wie Ketten, Absperrungen, Überwege, Lichtzeichenanlagen und Querungshilfen einzubeziehen sind. Ausweichverkehre durch Wohngebiete müssen ausgeschlossen werden. Zu beachten ist dabei aber, dass die Ausnahmenorm keine weitere Ausnahme zur Beschränkung oder zum Verbot von Verkehren in Wohngebieten eröffnet.
Laut Rn. 13 der VwV-StVO zu Zeichen 274 ist nicht nur der unmittelbare Bereich, sondern auch der Nahbereich der Einrichtungen miteinzubeziehen. Das gilt aber nur, wenn „starker Ziel- und Quellverkehr mit all seinen kritischen Begleiterscheinungen“ herrscht. Die VwV-StVO legt hierbei allerdings kein klares Prüfschema aus, sondern lediglich eine beispielhafte und damit nicht abschließende Auflistung unbestimmter Kriterien (Bring- und Abholverkehr mit vielfachem Ein- und Aussteigen, erhöhter Parkraumsuchverkehr, häufige Fahrbahnquerungen durch Fußgänger, Pulkbildung von Radfahrern und Fußgängern). Da einerseits alle kritischen Begleiterscheinungen von starkem Ziel- und Quellverkehr vorausgesetzt werden (in doppelter Hinsicht unbestimmt) und andererseits nur eine nicht abschließende Auflistung von Beispielen erfolgt, ist eine rechtlich sichere Ermessensentscheidung zur Anordnung von Tempo 30 im Nahbereich schutzwürdiger Einrichtungen in der geltenden Fassung schwierig.

In der Begründung des Bundesrates, die der VwV-StVO in Teilen widerspricht, heißt es nämlich wie folgt:
Den Ländern wird damit ein Instrumentarium an die Hand gegeben, um verantwortungsvoll vor Ort prüfen zu können, in welchen Fällen eine streckenbezogene Tempo 30-Anordnung in Betracht kommt, um einerseits schwächere Verkehrsteilnehmer wie Kinder und Senioren zu schützen, andererseits den Verkehrsfluss nicht übermäßig zu beeinträchtigen.
BR-Drs. 332/16, S. 11 [entspricht Bl. 5 der Begründung in der PDF], und weiter auf S. 19 f [Bl. 13 f]:
Nicht zum Tragen kann die Absenkung der Anordnungshürde jedoch für solche Einrichtungen kommen, die nicht mit unmittelbarem Zugang zur Hauptverkehrsstraße ausgestattet sind, sondern sich auf einem abseits gelegenen Gelände befinden. [...]
Die Änderung lässt § 45 Absatz 9 Satz 1 unberührt. Mit der Änderung ist damit kein Automatismus verbunden, dass Tempo 30 vor solchen Einrichtungen stets anzuordnen ist. Es ist daher weiterhin eine Einzelfallprüfung erforderlich. In diesem Zusammenhang ist z. B. zu berücksichtigen, dass das Hauptverkehrsstraßennetz auf das zügige Vorankommen im Straßennetz ausgelegt ist. 2/3 des innerstädtischen Verkehrs finden auf den Hauptverkehrsstraßen statt. Ein Ausweichen auf das Wohnumfeld abseits dieser Hauptverbindungsachsen muss weiterhin vermieden werden. Unerwünscht bleibt nach wie vor der Schleichverkehr durch Wohngebiete. So ist z. B. auch zu berücksichtigen, dass Navigationsgeräte oftmals die schnellste Route errechnen. Die Reisezeit ist also ein wichtiger Faktor für die Attraktivität des Hauptstraßennetzes. Hinzu kommt, dass im nachgeordneten Streckennetz grundsätzlich keine lichtzeichengeregelten Kreuzungen und Einmündungen zu verzeichnen sind. Auch sind negative Auswirkungen auf den ÖPNV (z. B. Taktfahrplan) zu berücksichtigen und in die Gesamtabwägung mit einzubeziehen. Die streckenbezogene Anordnung ist zudem so zu wählen, dass die Beschränkung für alle Verkehrsteilnehmer einsichtig bleibt und bevorrechtigte Wege/Überquerungen im Umfeld sinnvoll einbezogen werden. [...]
Eine verantwortungsvolle Prüfung, in welchen Fällen die Tempo 30-Anordnung in Betracht kommt, um einerseits Kinder und Senioren zu schützen, andererseits den Verkehrsfluss nicht übermäßig zu beeinträchtigen, steht im deutlichen Gegensatz zum „Regelfall“, wie er in der VwV-StVO bezeichnet wird. Eine solche deutliche Ausweitung der Ausnahmevorschrift durch den Verwaltungsvorschriftengeber (die Bundesregierung) ist im Übrigen in der Begründung des Bundesrates in keiner Erwägung bezeichnet. Insofern können Bedenken unter einem verfassungsrechtlichen Blickwinkel geäußert werden, da solche Konkretisierungen dem Gesetzgeber (hier: dem Bundesrat) vorbehalten sind. Die StVB sollte daher beachten, dass eine rechtlich sichere Ermessensentscheidung schwierig ist. Vor allem dann, wenn die Ausnahme zum Regelfall werden soll.

##### Erprobungsmaßnahmen
Der § 45 Abs. 1 S. 2 Nr. 6 ist eine Experimentierklausel, auf deren Basis Verkehrsversuche angeordnet werden dürfen. Zu differenzieren ist die Erforschung von der Erprobung. Wird eine VRAO aufgrund der Experimentierklausel erlassen, muss die Erlassbehörde auch eindeutig zu erkennen geben, ob die Anordnung auf der 1. Alternative (Erforschung) oder der 2. (Erprobung) fußt, z. B., indem sie das Ermittlungsziel angibt. Die möglichen Ermittlungsziele sind durch die Experimentierklausel abschließend vorgeschrieben – es darf von ihnen nicht abgewichen werden.
Die Erprobung geplanter verkehrssichernder oder verkehrsregelnder Maßnahmen erfordert nur die einfache Gefahrenlage. Zu beachten ist, dass nur solche Maßnahmen erprobt werden dürfen, die mit Mitteln des Straßenverkehrsrechts dann auch tatsächlich umgesetzt werden dürften („geplanter [...] Maßnahmen“). Bei der Erforschung ist dies nicht nötig, allerdings muss eine qualifizierte Gefahrenlage bestehen.

###### Verbot der Gefahrenerforschungseingriffe
Der Verordnungsgeber eröffnet durch die Erprobung der StVB die Möglichkeit, das geeignetste Mittel zur Entgegnung einer bestehenden Gefahrenlage ausfindig zu machen, und sich nicht auf eine Maßnahme festzulegen (oder festlegen zu müssen), die möglicherweise nicht die geeignetste ist.
Insofern muss die StVB auch bei einer Erprobung darlegen, worin genau eine Gefahrenlage besteht und Erwägungen treffen, welche Maßnahmen in Betracht kommen, den geordneten und sicheren Verkehrsablauf wiederherzustellen. Sobald sie alle diese in Betracht kommenden Maßnahmen erprobt hat, prüft sie, welche Maßnahmen einen Verkehrsablauf nach Maßgabe der Verhaltensregeln wenigstens im Mindesten sicherstellen und entscheidet sich für die Maßnahme, die den geringsten ge- oder verbietenden Einfluss auf den fließenden Verkehr hat.

###### Angemessene Dauer
Im Übrigen ist jeder Verkehrsversuch ist auf die kürzeste, zu aussagekräftigen Erkenntnissen vor dem Hintergrund des jeweiligen Ermittlungszieles führende, Dauer zu beschränken. Die Dauer sollte mehr als wenige Wochen nur in spezifischen Ausnahmefällen überschreiten und bedarf der gesonderten Begründung.

#### Sätze 5 und 6; Abs. 10
Die einfache Gefahrenlage ist ausreichend zur Beseitigung oder Abmilderung von erheblichen Auswirkungen veränderter Verkehrsverhältnisse aufgrund von Mauterhebung nach dem BFStrMG sowie für Umweltzonenkennzeichnungen.
Einzig die Verkehrszeichenanordnung zur Förderung der Elektromobilität nach dem EmoG oder des Carsharings nach dem CsgG ist auch von den Tatbestandsmerkmalen der einfachen Gefahrenlage befreit. Dies stellt eine Ausnahme vom privilegierungsfeindlichen Charakter der StVO dar.

#### Schlussfolgerungen und Beispiele
In den folgenden Beispielen wird der Regelungszweck der Ausnahmevorschrift verdeutlicht. Die Sachverhalte gehen dabei allerdings und ausdrücklich davon aus, dass die beispielhaften Maßnahmen sowohl dem Straßenverkehrsrecht (einschließlich den technischen Regelwerken) wie auch der Verhältnismäßigkeit genügen, was in der Praxis aber abhängig von den konkreten örtlichen Verhältnissen ist:
- Positivbeispiel „Radfahrstreifen“: Infolge einer Radfahrstreifenanordnung an einer vierstreifigen Hauptverkehrsstraße mit 1.050 Kfz pro Stunde sollen innerorts zahlreiche Parkplätze entfallen, außerdem muss der Gehweg auf 3 m verschmälert werden. Dafür musste weder ein Fahrstreifen eingezogen werden noch ein Fahrstreifen auf weniger als das von der RASt 06 vorgesehene Regelmaß von je 3 m verschmälert werden.

Diese Maßnahme ist von der Ausnahmevorschrift grundsätzlich gedeckt. Zwar wird von der Grundregel der Fahrbahnbenutzungspflicht abgewichen, denn der Radverkehr wird auf einen Radweg beschränkt, und durch das Zeichen 237 wird anderem Verkehr als dem Radverkehr die Benutzung verboten. Doch ist ein Radfahrstreifen ausnahmsweise auch ohne qualifizierte Gefahrenlage anordenbar. Fußgänger und geparkte Fahrzeuge gehören nicht zum fließenden Verkehr. Die RASt sieht Radfahrstreifen ab einer Verkehrsstärke von 1.000 Kfz/h vor, soweit die Abwägung zwischen den Verkehrs- und den städtebaulichen Interessen ergeben hat, dass ein Radfahrstreifen möglich ist, da ein Fahrstreifen nicht entfallen muss. Die Verschmälerung führt auch nicht zu einer Beschränkung des Fahrbahnverkehrs, da die verbleibende Fahrstreifenbreite von 3 m noch keine Beschränkung darstellt, jedenfalls soweit die Regelhöchstgeschwindigkeit von 50 km/h gilt.
Zweistreifig befahrbare Richtungsfahrbahnen können ab einer Breite von 5,00 m eingesetzt werden, zweistreifige Richtungsfahrbahnen haben in der Regel eine Breite von 6,50 m.

Richtlinien für die Anlage von Stadtstraßen, Nr. 5.1.2
- Positivbeispiel „Fahrradstraße“: Die Stadtverwaltung richtet an einer Wohnstraße, die eine S-Bahn-Haltestelle mit einer Gesamtschule verbindet, eine Fahrradstraße ein.

Diese Maßnahme ist von der Ausnahmevorschrift grundsätzlich gedeckt. Im Gegensatz zu einem Radfahrstreifen betrifft das Zeichen 244.1 die gesamte lichte Straße. Der Verordnungsgeber wollte also gerade, dass die Beschränkung oder das Verbot des fließenden Verkehrs, der nicht zum Radverkehr gehört, durch Fahrradstraßen unter den erleichterten Voraussetzungen der einfachen Gefahrenlage anordenbar ist. Dass anderer fließender Verkehr die Fahrradstraße nur ausnahmsweise befahren darf, liegt gerade im Regelungszweck des Verkehrszeichens und nicht etwa an der konkreten örtlichen Form oder Ausgestaltung, wie die StVB sie anordnet.
- Negativbeispiel „Tempo 30-Zone“: Die Stadtverwaltung richtet an einer Straße, die weder klassifizierte Straße noch Vorfahrtsstraße ist, eine Tempo 30-Zone ein. Im Zonenbereich gibt es weder Ampeln, Fahrstreifen- oder Leitmarkierungen noch benutzungspflichtige Radwege.

Diese Maßnahme würde der Ausnahmevorschrift nur genügen, wenn das Einvernehmen mit der Gemeinde bestünde. Richtet die Stadt eine Zone ohne dieses Einvernehmen ein, so erfordert das eine qualifizierte Gefahrenlage.

### Vorschriften aus der VwV-StVO
Die Verwaltungsvorschrift zur Straßenverkehrsordnung wird von der Bundesregierung erlassen.
Verwaltungsvorschriften binden grundsätzlich nur die Verwaltung. Aus ihr gehen weder Rechte noch Pflichten für den Bürger oder ein Gericht hervor. Ein VT kann allerdings eine Verletzung seiner Rechte geltend machen, sofern die StVB aufgrund einer Verletzung der Vorschriften aus der VwV-StVO ermessensfehlerhaft gehandelt hat. Eine Rechtsverletzung des VT liegt aufgrund des § 39 Abs. 1 StVO schon dann vor, wenn die StVB die VRAO unter Achtung der VwV-StVO nicht, oder zumindest nicht so, getroffen hätte oder hätte haben dürfen. Aufgrund dessen lässt sich sagen, dass ein VT mittelbar (oder auch über Umwege) Rechte aus der VwV-StVO schöpfen kann.

#### Grundregeln
Die VwV-StVO zu den §§ 39 bis 43 besagt:

##### Minimierte Regulierungskompetenz
Rn. 1: Die behördlichen Maßnahmen zur Regelung und Lenkung des Verkehrs durch Verkehrszeichen und Verkehrseinrichtungen sollen die allgemeinen Verkehrsvorschriften sinnvoll ergänzen. Dabei ist nach dem Grundsatz zu verfahren, so wenig Verkehrszeichen wie möglich anzuordnen. Bei der Straßenbaubehörde ist gegebenenfalls eine Prüfung anzuregen, ob an Stelle von Verkehrszeichen und Verkehrseinrichtungen vorrangig durch verkehrstechnische oder bauliche Maßnahmen eine Verbesserung der Situation erreicht werden kann.

##### Grundsatz der gründlichen Einzelfallprüfung
Rn. 3: Verkehrszeichen dürfen nur dort angebracht werden, wo dies nach den Umständen geboten ist. Über die Anordnung von Verkehrszeichen darf in jedem Einzelfall und nur nach gründlicher Prüfung entschieden werden; die Zuziehung ortsfremder Sachverständiger kann sich empfehlen.

##### Beschränkung auf Mittel des Straßenwesens
Rn. 6: Soweit die StVO und diese Allgemeine Verwaltungsvorschrift für die Ausgestaltung und Beschaffenheit, für den Ort und die Art der Anbringung von Verkehrszeichen und Verkehrseinrichtungen nur Rahmenvorschriften geben, soll im einzelnen nach dem jeweiligen Stand der Wissenschaft und Technik verfahren werden, den das Bundesministerium für Verkehr und digitale Infrastruktur nach Anhörung der zuständigen obersten Landesbehörden im Verkehrsblatt erforderlichenfalls bekannt gibt.

Rn. 7: Es dürfen nur die in der StVO abgebildeten Verkehrszeichen verwendet werden oder solche, die das Bundesministerium für Verkehr und digitale Infrastruktur nach Anhörung der zuständigen obersten Landesbehörden durch Verlautbarung im Verkehrsblatt zulässt.
Hinweis zu Randnummer 7: Auch Verkehrseinrichtungen sind Verkehrszeichen, vgl. § 43 Abs. 1 Satz 4 StVO.

#### Prüfungsschema der StVB

##### Gründliche Einzelfallprüfung
Die StVB prüft, ob die geplante Maßnahme mit den rechtlichen Voraussetzungen im Einklang steht und passt sie dahingehend an. Bei der Prüfung sind die speziellen Vorschriften, die die VwV-StVO zu den einzelnen Maßnahmen trifft, immer unter dem Gesichtspunkt der minimierten Regulierungskompetenz zu achten.
Im Zweifelsfall muss sie Sachverständige zuziehen. Ortsfremde sind deshalb empfohlen, weil ihnen eher ein neutraler Blick unterstellt wird.

##### Gefahr- vor Vorschriftzeichen
Bevor ein Vorschriftzeichen erlassen wird, prüft die StVB, ob nicht bereits ein Gefahrzeichen mit hinreichender Wahrscheinlichkeit die Einhaltung der grundlegenden Verhaltensregeln aus der StVO auf ein Mindestmaß sicherstellen kann. Dies folgert sich aus der allgemeinen Subsidiarität der Verkehrszeichenanordnung; wonach auch im engeren Sinne eine Subsidiarität (das mildeste Mittel, mit denen das Ziel der Einhaltung der grundlegenden Verhaltensregeln erreicht werden kann) besteht. Vorschriftzeichen binden den VT; Gefahrzeichen sind im Vergleich dazu erstrangig anzuordnen und dürfen nur dort ausscheiden, wo es angesichts der örtlichen Lage unverantwortlich wäre (unabweisbarer Bedarf besteht), nicht determinierend einzugreifen. Das ist zum Beispiel dann der Fall, wenn die VT ihr Fahrverhalten nicht im (der Gefahrabwehr) erforderlichen Maße anpassen, etwa weil auch ein aufmerksamer Verkehrsteilnehmer die Gefahr nicht oder nicht rechtzeitig genug erkennen kann.

Daraus folgt, dass dort, wo bereits die tatbestandlichen Voraussetzungen eines Gefahrzeichens nicht erfüllt sind, erst Recht kein Vorschriftzeichen angeordnet werden kann. In der VwV-StVO zu § 40 heißt es:
Rn. 1: Gefahrzeichen sind nach Maßgabe des § 45 Absatz 9 Satz 4 anzuordnen. Nur wenn sie als Warnung oder Aufforderung zur eigenverantwortlichen Anpassung des Fahrverhaltens nicht ausreichen, sollte stattdessen oder bei unabweisbarem Bedarf ergänzend mit Vorschriftzeichen (insbesondere Zeichen 274, 276) auf eine der Gefahrsituation angepasste Fahrweise hingewirkt werden ; vgl. hierzu I zu den Zeichen 274, 276, 277 und 277.1.
Zu den Zeichen 274, 276, 277 und 277.1:
Rn. 1: Die Zeichen sind nur dort anzuordnen, wo Gefahrzeichen oder Richtungstafeln (Zeichen 625) nicht ausreichen würden, um eine der Situation angepasste Fahrweise zu erreichen.
Aus besagter Subsidiarität folgt aufgrund des § 45 Abs. 9 Satz 2 StVO, dass eine, ein Vorschriftszeichen rechtfertigende Gefahrenlage, frühestens dann gegeben sein kann, wenn ein aufmerksamer VT eine Gefahr nicht rechtzeitig erkennen kann und auch nicht mit ihr rechnen muss.

##### Verfahrensabschluss

###### Anhörung
Sind alle sonstigen Voraussetzungen geschaffen, leitet die StVB die Anhörung ein. VwV-StVO zu § 45:
Rn. 1: Vor jeder Entscheidung sind die Straßenbaubehörde und die Polizei zu hören. Wenn auch andere Behörden zu hören sind, ist dies bei den einzelnen Zeichen gesagt.
Die Polizei nimmt in der Anhörung Stellung zur Geeignetheit und Erforderlichkeit der Maßnahmen aus polizeilicher Sicht. Ihre Stellungnahme begründet sie mit ihr bekannten Gefahrpotenzialen.
Das Anhörungsverfahren hat für die Ermessensentscheidung der StVB Beeinflussungscharakter. Sie ist aber nicht an die Anhörungsbeteiligten gebunden. Eine unterbliebene Anhörung stellt einen Formfehler dar, der heilbar ist. Wird der Formfehler geheilt, muss die StVB prüfen, ob sie unter den zugewonnenen Aspekten bei ihrer Entscheidung bleibt.

###### Erlass und Bekanntgabe
Kommt die StVB zum Ergebnis, dass die geplante VRAO den rechtlichen Voraussetzungen genügt, begründet und erlässt sie sie.
Die Bekanntgabe erfolgt gegenüber dem VT individuell, sobald er sich dem Zeichen, und soweit dieses dabei den Sichtbarkeitsgrundsatz erfüllt, erstmals gegenübersieht.

## Rechtsverhältnis zu Verkehrsteilnehmern

### Rechtsnatur
Eine VRAO ist ein, stets der aktuellen Sach- und Rechtslage zum Zeitpunkt einer letzten Tatsacheninstanz eines verwaltungsgerichtlichen Verfahrens, unterliegender Dauerverwaltungsakt (DVA) in Form einer Allgemeinverfügung (AV), die nicht durch Verkündung im Amtsblatt, sondern im ordentlichen Fall durch ordnungsgemäßes Aufstellen des Verkehrsschildes, welches das Zeichen trägt, bekanntgegeben wird (§ 45 Abs. 4 StVO). Durch diese besondere Verkündungsform ergibt sich, dass im Rahmen des effektiven Rechtsschutzes eine VRAO praktisch nie Bestandskraft erlangt. Denn dadurch, dass es irgendwann immer einen Verkehrsteilnehmer gibt, der erstmals auf eine VRAO trifft, kann diese nur in der Theorie bestandskräftig werden. Ohne dieses besonderen Fristbeginns hätten nachfolgende Generationen keine rechtliche Handhabe, sich gegen sie belastende VRAO gerichtlich zu erwehren.
Die VRAO verpflichtet VT zumeist, ein bestimmtes Verhalten zu tun oder zu unterlassen. Zumeist, da es auch Zeichen gibt, denen es am regelnden Charakter fehlt. Darunter fallen beispielsweise Hinweisschilder, die lediglich die Entfernung zur nächsten Tankstelle anzeigen. Es kann allerdings seltene Fallkonstellationen geben, bei denen auch aus einem Hinweisschild eine (mögliche) Rechtsverletzung folgen könnte.
Sofern eine VRAO eine andere Auswirkung auf Betroffene (in aller Regel VT und Anwohner) hat, als nach den grundlegenden Verhaltensregeln der StVO gegeben wäre, greift die StVB in das Grundrecht der Betroffenen auf allgemeine Handlungsfreiheit ein (Art. 2 Abs. 1 GG). Ob dieser Eingriff gerechtfertigt ist entscheidet sich daran, ob die StVB das Recht richtig anwendet. Solange eine VRAO gilt, hat der VT sie grundlegend zu befolgen und Anwohner ihre Auswirkungen hinzunehmen.

### Recht auf Erlass einer VRAO
Natürliche und juristische Personen können sich mit einer Bitte oder Beschwerde an die StVB wenden. Ein Antrag auf Erlass einer VRAO muss durch diese sachlich bearbeitet werden und zu einer ermessensfehlerfreien Entscheidung führen, wenn der Antragsteller grundrechtsberechtigt ist (Art. 17 GG). Eine Verpflichtungsklage vor dem Verwaltungsgericht kann dazu führen, dass die StVB zum Erlass bestimmt wird. Der Erfolg einer solchen Klage ist tatsächlich zumeist gering, insbesondere weil die StVO und die VwV-StVO eine restriktive Erlasspolitik vorschreiben.

### Rechtsschutz vor einer VRAO
Die Aufhebung der VRAO ist grundlegend möglich. Die Erlassbehörde kann den Verwaltungsakt aus freien Stücken jederzeit widerrufen, als auch aufsichtsbehördlich oder gerichtlich dazu gezwungen werden.

#### Rechtsmittel
Widerspruch und Anfechtungsklage sind möglich und führen letztendlich stets zu einer verbindlichen Entscheidung, sind aber an gewisse Voraussetzungen geknüpft. Eine jede VRAO wird mit dem gesetzlichen Auffangstreitwert von 5.000 € verhandelt. Ob eine Klage direkt möglich ist oder erst ein Vorverfahren (Widerspruch) durchlaufen werden muss, entscheidet sich nach dem Bundesland. Ein Widerspruchsverfahren gibt der Erlassbehörde die Möglichkeit, ihre Entscheidung unter Anbetracht eines drohenden Gerichtsverfahrens eingehend erneut zu prüfen und ggf. Abhilfe zu schaffen. Zu beachten ist, dass bei Ländern, die den Widerspruch abgeschafft haben, ein Widerspruch rechtlich wirkungslos ist und auch nicht die Frist einer anstelle zu erhebenden Klage hemmt (so z. B. in NRW oder Bayern).
Eine Anfechtungsklage gegen ein Zeichen hat keine aufschiebende Wirkung. Ein Antrag auf vorläufigen Rechtsschutz ist schon vor Erhebung einer Anfechtungsklage möglich. Er empfiehlt sich aufgrund teils mehrjähriger Klageverfahrensdauer zumindest dort, wo die Rechtswidrigkeit eines Verkehrszeichens schon in einer summarischen Prüfung festgestellt werden kann (die Rechtswidrigkeit mehr oder weniger offensichtlich ist). Ein solch angestrengtes Eilrechtsschutzverfahren soll den Antrag enthalten, den Vollzug der VRAO auszusetzen.
Wird der Vollzug ausgesetzt, so sind die Verkehrsschilder unwirksam zu machen. Das kann durch Wegdrehen, Abhängen, Verhüllen oder auch durch das sogenannte Auskreuzen geschehen. Das Auskreuzen ist gemäß den Richtlinien für die Sicherung von Arbeitsstellen an Straßen (RSA 21) sowie die RSA ergänzende Zusätzliche Technische Vertragsbedingungen vorzunehmen (durch rotes, retroreflektierendes Material). Unzulässig sind demgemäß Teilauskreuzungen.
Nachfolgende Erfordernisse gelten, wenn nicht anders angegeben, für die Klage. Aber auch im Falle eines Antrags auf vorläufigen Rechtsschutz ist dieser nur erfolgversprechend, wenn auch die (davor oder kurz darauf zu erhebende) Anfechtungsklage den Vorgaben genügen würde, was entsprechend auch im Eilrechtsschutzverfahren dargelegt werden müsste.

##### Rechtsmittelfrist
Die Rechtsmittelfrist beträgt in Ermangelung einer Rechtsbehelfsbelehrung ein Jahr, nachdem die AV dem VT erstmals bekanntgegeben worden war. Bekanntgegeben ist sie, wenn der VT erstmals dem Zeichen gegenübertrat, sofern es ordnungsgemäß aufgestellt gewesen war (dem Sichtbarkeitsgrundsatz unterlag). Es kommt dabei nicht darauf an, ob der VT das Zeichen auch wahrgenommen hat, da die Wahrnehmung ordnungsgemäß aufgestellter Zeichen zu seinen Sorgfaltspflichten gehört.
Wurde das Verkehrsschild erst vor weniger als einem Jahr ab Rechtsmitteleinlegung aufgestellt, ist die Frist offensichtlich gewahrt. Ist dies länger als ein Jahr her, so hat es der Kläger glaubhaft zu machen, innerhalb eines Jahres erstmals Kenntnis erlangt zu haben. An der Glaubhaftmachung kann aber gezweifelt werden, wenn die VRAO den Nahbereich des Klägers betraf (Wohn-/Arbeitsort, Arbeitsweg) oder die Angaben nicht plausibel klingen.
- Beispiel: Klagt der VT am 5. Februar gegen ein Stoppschild vor seiner Haustür, das bereits am 1. Februar des Vorjahres aufgestellt wurde, kann er sich ‒ sofern er behauptet, das Schild sei zwischen dem 1. und 5. Februar des Vorjahres zugeschneit gewesen ‒ nicht auf den mangelnden Sichtbarkeitsgrundsatz berufen, da Stoppschilder an ihrer einzigartigen Form auch zugeschneit als solche erkennbar sind. Das gilt aber nicht, sofern er eindringlich glaubhaft macht, dass er das Schild ‒ obwohl es vor seiner Haustür stand ‒ wenigstens vom 1. bis 5. Februar des Vorjahres nicht gesehen hat; beispielsweise wenn er darlegt, im Skiurlaub gewesen zu sein.

Die einjährige Frist gilt für das Rechtsmittel, welches zuerst eingelegt wird. Ist erst das Vorverfahren zu durchlaufen, so kann gegen einen Widerspruchsbescheid innerhalb eines Monats Klage erhoben werden. Fehlt es dem Bescheid an der Rechtsbehelfsbelehrung, so beträgt die Frist gegen den Widerspruchsbescheid ein Jahr.

##### Klagebefugnis
Der VT kann eine Rechtsverletzung auf einer Verletzung seines Grundrechts nach Art. 2 Abs. 1 GG geltend machen, jedenfalls in Gestalt des straßenverkehrsrechtlichen Rechts aus § 39 Abs. 1 StVO.
- Beispiel: Klagt der VT gegen eine Geschwindigkeitsbeschränkung, kann er sich auf sein straßenverkehrsrechtliches Recht, eine Straße unter Einhaltung der Regelhöchstgeschwindigkeit befahren zu dürfen, berufen.

Da nur natürliche Personen VT sein können, können auch nur diese eine Verletzung straßenverkehrsrechtlichen Rechts geltend machen. Juristische Personen müssten eine anderweitige Rechtsverletzung geltend machen, die nicht im Straßenverkehrsrecht angesiedelt sein muss. Natürliche Personen können das auch (zusätzlich); allerdings ist die Verletzung von Straßenverkehrsrecht ausreichend und zusätzlich sehr einfach darzulegen.
Der Kläger muss nicht glaubhaft machen oder gar beweisen, wenigstens einmal schon verletzt worden zu sein. Höchstrichterlich ist anerkannt, dass auch bei Zeichen bereits die Glaubhaftmachung einer möglichen Rechtsverletzung für die Klagebefugnis ausreicht. Die Möglichkeit ist gegeben, wenn der Kläger nachvollziehbar darlegt, dass er von der VRAO betroffen sein könnte. Befindet sich die Anordnung im Nahbereich der häufigen Aufenthaltsorte (zum Beispiel Wohnung oder Arbeitsstätte), insbesondere des Wohnortes, dann reicht die Darlegung dieser Tatsache in aller Regel bereits, um die individuelle (mögliche) Betroffenheit glaubhaft zu machen.
Es ist für ein Rechtsschutzbedürfnis auch irrelevant, wie sehr der Kläger betroffen ist. Es ist darauf abzustellen, dass der Kläger im Rahmen seiner freien Persönlichkeitsentfaltung genau diese Straße zu befahren gedenkt, ohne sich dabei einer ungerechtfertigten Beschränkung seines Rechts, möglichst wenig in seiner Freiheit eingeschränkt zu werden, ausgesetzt sehen zu müssen.

##### Rechtmäßigkeit und Folgen einer Rechtswidrigkeit
Verstößt die StVB gegen das Recht (siehe z. B. Verfahren), war ihr Handeln rechtswidrig. Wird die VRAO aufgehoben, muss die unterlegene Behörde die Verkehrsschilder entfernen.

## Arbeitsstellen
Eine VRAO kann auch durch Bauunternehmer beantragt werden und beinhaltet regelmäßig Anweisungen und Auflagen zur Verkehrssicherung für Arbeiten an oder neben einer Straße (so genannte Arbeitsstelle). Sie muss in jedem Fall beantragt werden, wenn sich die Arbeiten auf den öffentlichen Straßenverkehr auswirken (§ 45 Abs. 6 StVO). Die VRAO beinhaltet neben der Beschreibung der Arbeitsstelle und der geplanten Arbeiten auch Angaben zur Dauer, der erforderlichen Beschilderung und Markierung sowie die Benennung einer verantwortlichen Person.
Die VRAO ist rechtzeitig unter Verwendung eines entsprechenden Formulars mit beigelegtem Verkehrszeichenplan zu beantragen und muss präzise umgesetzt werden. Abweichungen, beispielsweise bei der Beschilderung, sind nicht zulässig. Auch der genehmigte Zeitraum ist exakt einzuhalten; ist dieser abgelaufen, muss eine Verlängerung beantragt werden.

### Relevante Normen und Standards
- Richtlinien für die Sicherung von Arbeitsstellen an Straßen (RSA 21)
- Zusätzliche technische Vertragsbedingungen für Sicherungsarbeiten an Arbeitsstellen an Straßen (ZTV-SA 97)
- Merkblatt über Rahmenbedingungen für erforderliche Fachkenntnisse zur Verkehrssicherung von Arbeitsstellen an Straßen (MVAS 99)

## Veranstaltungen
Wenn Fahrbahnen, Gehwege oder öffentliche Plätze für eine Veranstaltung in Anspruch genommen werden oder diese für die Verkehrsteilnehmer nicht mehr zur Verfügung stehen, findet eine übermäßige Straßennutzung statt, für die eine Erlaubnis nach § 29 Abs. 2 StVO erforderlich ist.
Sofern zur Durchführung der Veranstaltung verkehrsregelnde Maßnahmen wie z. B. die Einrichtung von Haltverboten oder Straßensperrungen erforderlich sind, müssen diese durch die Straßenverkehrsbehörde nach § 45 Abs. 1 Nr. 5 StVO mit einer verkehrsrechtlichen Anordnung genehmigt werden.